# Lauterbach (Ziemetshausen)
Lauterbach ist ein Ortsteil des Marktes Ziemetshausen im schwäbischen Landkreis Günzburg. Zur Gemarkung gehört auch noch das Kirchdorf Hellersberg.

## Geographie
Die Kirchdörfer Lauterbach und Hellersberg liegen in den Stauden.

## Name und Geschichte
Seinen Namen hat Lauterbach vom Lauterbach, einem rechten Zufluss der Zusam.
Ab 1804 gehörte Lauterbach mit seinem Ortsteil Hellersberg zum Landgericht Ursberg, ab 1837 zum Landgericht Krumbach, später Bezirksamt Krumbach. Im Jahre 1939 erfolgte die Umbenennung in Landkreis Krumbach.

Ab 1. Juli 1972 gehörte Lauterbach im Zuge der Gebietsreform in Bayern zum Günzkreis, der dann ab dem 1. Mai 1973 Landkreis Günzburg genannt wurde. Am 1. Januar 1974 erfolgte die Eingemeindung in den Markt Ziemetshausen.
Lauterbach und Hellersberg gehören zur katholischen Pfarrei Sankt Georg in Memmenhausen.